# فيل سايمور
فيل سايمور (بالإنجليزية: Phil Seymour)‏ هو مغن مؤلف أمريكي، ولد في 15 مايو 1952 في أوكلاهوما سيتي في الولايات المتحدة، وتوفي في 17 أغسطس 1993 بسبب لمفوما.

## وصلات خارجية
- فيل سايمور على موقع ميوزك برينز (الإنجليزية)
- فيل سايمور على موقع أول ميوزيك (الإنجليزية)
- فيل سايمور على موقع ديسكوغز (الإنجليزية)